# هنري بروكس
هنري بروكس (بالإنجليزية: Henry Brooks)‏ هو لاعب كرة قاعدة أمريكي، ولد في 30 نوفمبر 1865 في فيلادلفيا في الولايات المتحدة، وتوفي في 5 ديسمبر 1945.

## وصلات خارجية
- هنري بروكس على موقعبيزبول رفرنس.كوم (الدوري الرئيسي) (الإنجليزية)
- هنري بروكس على موقعبيزبول رفرنس.كوم (الدوري الثانوي) (الإنجليزية)